# Egebjerg (Horsens Kommune)
 For alternative betydninger, se Egebjerg. (Se også artikler, som begynder med Egebjerg)
Egebjerg er en by i Østjylland med 3.032 indbyggere  (2024), beliggende i Hansted Sogn ca. 6 kilometer nord for Horsens. Egebjerg ligger i Horsens Kommune og hører til Region Midtjylland.
Den udgør ét samlet byområde sammen med den tidligere nabolandsby Hansted. 1 kilometer vest for byen passerer motorvej E45 i nord-syd gående retning.